# Ũ̍
Ũ̍ (minuscule : ũ̍), appelé U tilde ligne verticale, est une lettre latine utilisée dans l’orthographe standardisée des langues du Congo-Kinshasa dont le ngbaka minangende.
Elle est formée de la lettre U avec un tilde suscrit et une ligne verticale.

## Utilisation
En ngbaka minangende, le ‹ ũ̍ › est utilisé dans les ouvrages linguistiques pour représenter la voyelle /u/ nasalisée avec un ton moyen ; la nasalisation est indiquée à l’aide du tilde, et le ton est indiqué à l’aide de la ligne verticale. Dans l’orthographe, le ton est habituellement indiqué uniquement lorsqu’il y a ambigüité.

## Représentations informatiques
Le U tilde ligne verticale peut être représenté avec les caractères Unicode suivants : 
- précomposé (latin étendu A, diacritiques)[1],[2] :

| formes    | représentations | chaînes de caractères | points de code | descriptions                                                        |
| --------- | --------------- | --------------------- | -------------- | ------------------------------------------------------------------- |
| capitale  | Ũ̍               | Ũ◌̍                    | U+0168 U+030D  | lettre majuscule latine u tilde diacritique ligne verticale en chef |
| minuscule | ũ̍               | ũ◌̍                    | U+0169 U+030D  | lettre minuscule latine u tilde diacritique ligne verticale en chef |

- décomposé (latin de base, diacritiques) :

| formes    | représentations | chaînes de caractères | points de code       | descriptions                                                                    |
| --------- | --------------- | --------------------- | -------------------- | ------------------------------------------------------------------------------- |
| capitale  | Ũ̍               | U◌̃◌̍                   | U+0055 U+0303 U+030D | lettre majuscule latine u diacritique tilde diacritique ligne verticale en chef |
| minuscule | ũ̍               | u◌̃◌̍                   | U+0075 U+0303 U+030D | lettre minuscule latine u diacritique tilde diacritique ligne verticale en chef |